# Golden Apple Quartet
Golden Apple Quartet («Cuarteto de la Manzana Golden» en inglés) es un grupo humorístico, teatral y musical fundado en octubre de 1986 en San Sebastián, España. Su principal actuación es de tipo a cappella. Lo integran cuatro componentes: Loyola Garmendia, Eduardo Errondosoro, Manuel Romano y Mikel Urreizti
Algunas de sus canciones representadas más conocidas son "Buen menú", interpretando un menú cantado a un comensal, o la parodia de la canción "María de la O", en la que van retirando, a medida que la representación avanza, palabras del estribillo que se van sobreentendiendo con mímica.

## Discografía y obras
Desde sus inicios, el grupo ha compuesto los siguientes discos:
- Golden Apple Quartet (1991)
- Sin 4 Instrumentos (1995)
- Radio Golden (2000)
- Los Golden En serio (2005)
- Golden Xey (2020)
- Colaboraciones en Toy Story 2, La Isla del Cangrejo, Kilometroak

También ha representado las siguientes obras teatrales:
- Como tan solo los negros y nostros sabemos hacerlo.... o no? (1991)
- Sin 4 instrumentos
- Radio Golden
- Érase una vez... Los Golden
- Los Golden En Serio
- Los Golden en Blanco y Negro
- Mundo Intrépido
- Vamos, que nos vamos (20023)
- Musicales Infantiles
- Galipotx (2006)
- Karabas (2007)
- Goibel (2008)

Finalmente, ha participado junto en conciertos con la Orquesta Sinfónica de Euskadi en 1999 con La Orquesta Con Cierto Estilo Golden.